# Nahāvīs
Nahāvīs (persiska: نهاويس) är en ort i Iran.   Den ligger i provinsen Zanjan, i den nordvästra delen av landet, 270 km väster om huvudstaden Teheran. Nahāvīs ligger 1 742 meter över havet och antalet invånare är 390.
Terrängen runt Nahāvīs är platt åt nordost, men åt sydväst är den kuperad.Runt Nahāvīs är det ganska glesbefolkat, med 34 invånare per kvadratkilometer. Närmaste större samhälle är Qīdar, 19,8 km sydost om Nahāvīs. Trakten runt Nahāvīs består i huvudsak av gräsmarker.